# Апостолос Килесопулос
Апостолос Килесопулос (на гръцки: Απόστολος Κιλεσσόπουλος) е гръцки художник, режисьор и писател. Смятан е за един от най-изтъкнатите художници в следвоенния период.

## Биография
Роден е в 1942 година в македонския град Катерини, Гърция. Следва архитектура в университета в Дармщад, Германия и режисура в Атина в периода 1960 - 1967 година. Автор е на много документални филми. Преподава кинематография в Солунското училище за театър и кино от 1969 до 1976 година и е негов директор от 1974 до 1976 година. Първата му самостоятелна изложба е поставена в Гьоте института в Солун в 1970 година.
Килесопулос рисува двете най-големи фрески в Гърция в 1989 година – външната фреска на амфитеатъра на Солунския университет и вътрешна пак в Солунския университет. Илюстрира много литературни издания. В 1997 година е преподава История на философия на изкуството в Солунския университет. Килесопулос има около 40 самостоятелни изложби в Гърция и в други страни, сред които Германия, Франция, Италия, САЩ, Китай и други. Участва и в много групови изложби в Гърция и в чужбина.
Килесопулос е автор на книги, съчетаващи автобиография и есе, изследващи теченията в изкуството.

## Трудове
- Το αίνιγμα της τέχνης αντιστοιχεί στο αίνιγμα που είναι ο άνθρωπος, Νησίδες, (2017)
- Το κενό ανάμεσα, Νησίδες, (2016)
- Οι αβάσταχτες Κυριακές της ζωγραφικής, Νησίδες, (2009)
- Η δική μου Διοτίμα, Εντευκτήριο, (2003)